# فرانک بی. برندگی
فرانک بی. برندگی (به انگلیسی: Frank Bosworth Brandegee) سناتور سابق عضو حزب جمهوری‌خواه ایالات متحده آمریکا بود. وی در سال ۱۹۰۵ تا ۱۹۲۴ میلادی سناتور ایالت کنتیکت در سنای ایالات متحده آمریکا بود.